# Д’Орнано, Жан-Батист
Жан-Батист Д’Орнано (фр. Jean-Baptiste d'Ornano; 1583, Систерон — 16 сентября 1626, Венсен) — маркиз Монтлор, маршал Франции (1626) во времена правления Генриха IV и Людовика XIII.

## Биография
Родился на юге Франции. Старший сын маршала Франции Альфонса д’Орнано. Внук национального героя Корсики Сампьеро Корсо.
В детстве находился при дворе короля Франции. Прошел подготовку в качестве офицера под руководством своего отца.
В юношеском возрасте проявил себя во время сражений в районе Савойя. В четырнадцатилетнем возрасте уже командовал ротой лёгкой кавалерии во время осады его отцом крепости Ла-Фер в 1596 году.
В 1610 году в Бордо умер его отец Альфонс д’Орнано, оставив родственникам большое состояние, но король Генрих IV заботился о потомках своих верных сторонников и назначил Ж.-Б. Д’Орнано комендантом крепости Шато-Тромпетт.
После смерти Генриха IV Мария Медичи, ставшая регентшей своего несовершеннолетнего сына, Людовика XIII, поручила ему защищать Гиень и Гасконь в новых войнах с Савойей.
За успешные действия и храбрость по усмирению волнений в Гиени и Лангедоке был произведен в генерал-полковники и назначен командовать корсиканским полком, сформированным его отцом.
В 1611 году он женился на графине Марии-Мобек Монтлор, маркизе д’Обена, но брак был бездетным.
Король Людовик XIII в 1619 году назначил Ж.-Б. Д’Орнано генерал-губернатором Нормандии, а позже опекуном и воспитателем своего младшего брата Гастона, герцога Орлеанского. В том же году он был награждён орденом Святого Духа.
Проявления королевской благосклонности вызвали зависть у придворных, которые с помощью различных интриг попытались подорвать доверие Людовика XIII к Ж.-Б. Д’Орнано. Тогда он отказался от всех высоких назначений и занял более скромную должность — губернатора Пон-Сент-Эспри.
Чтобы доказать свою невиновность, Ж.-Б. Д’Орнано добровольно стал узником Бастилии, что сняло с него подозрения Людовика XIII. Король вернул ему все прежние высокие функции и 7 января 1626 года сделал его маршалом Франции.
Однако эти трагические опыты не многому научили Ж.-Б. Д’Орнано: до тех пор он не принимал участие в дворцовых интригах и не высказал благодарность кардиналу Ришельё за освобождение из Бастилии, так как считал, что обязан этим лишь королю, и не присоединился к сторонникам всемогущего кардинала.
Опасаясь влияния маршала Ж.-Б. Д’Орнано на короля и желая сосредоточить в своих руках всю государственную власть, Ришельё
обвинил его в участии в знаменитом заговоре Шале и нажиме на Гастона Орлеанского с целью заключить союз с герцогиней де Монпансье. После чего приказал арестовать и заключить его в замок Венсен, где он и умер 2 сентября 1626 года. Ходили предположения, что маршал был там отравлен.